# Edward Henry Howard
Edward Henry Howard of Norfolk (ur. 13 lutego 1829 w Nottingham, zm. 16 września 1892 w Brighton) – angielski duchowny katolicki, kardynał.

## Życiorys
Pochodził ze szlacheckiej rodziny Howardów, których przedstawiciele dzierżyli tytuł książąt Norfolk. Ukończył Oscott College, a także Uniwersytet w Edynburgu i kolegia w Rzymie. Uzyskał doktoraty z teologii i prawa kanonicznego. Władał biegle sześcioma językami, w tym kilkoma Wschodnimi. Święcenia kapłańskie otrzymał 8 grudnia 1854 w Rzymie. Chciał zostać misjonarzem w krajach Wschodnich, lecz papież chciał by pozostał w Rzymie. Pracował duszpastersko wśród biednych, a także żołnierzy jako spowiednik. Uczestniczył w negocjacjach w Goa w Indiach, gdzie chodziło o ustanowienie struktur kościelnych w tamtejszej prowincji. Był wikariuszem archiprezbitera bazyliki watykańskiej, a także konsultantem w Kongregacji Rozkrzewiania Wiary w sekcji ds. Wschodnich (lata 1867–1877).
25 czerwca 1872 otrzymał nominację na tytularnego arcybiskupa Neocesarea i jednocześnie został biskupem pomocniczym diecezji Frascati. Konsekrowany pięć dni później przez przyszłego kardynała Carlo Sacconi. W 1877 kreowany kardynałem prezbiterem z tytułem Ss. Ioannis et Pauli. Brał udział w konklawe 1878. W grudniu 1881 mianowany archiprezbiterem bazyliki watykańskiej i prefektem Fabryki św. Piotra. W 1884 został biskupem diecezji Frascati, a także podniesiony do rangi kardynała biskupa Frascati.
W 1887 zachorował na ciężką chorobę i przewieziony został do Brighton w Anglii, gdzie mieszkał w ścisłym odosobnieniu aż do śmierci. Pochowany w grobowcu rodzinnym w parafialnym kościele w Arundel.